# Liste des œuvres d'art de la Meuse
Cet article vise à recenser les œuvres d'art dans l'espace public dans la Meuse, en France.

## Liste
Les œuvres sont classées par ordre alphabétique de communes et, au sein de celles-ci, par ordre chronologique d'installation, dans la mesure des informations disponibles.

### Sculptures
| Œuvre                                      | Auteur                                        | Commune                 | Localisation                                                    | Notes | Installation | Coordonnées                      | Illustration |
| ------------------------------------------ | --------------------------------------------- | ----------------------- | --------------------------------------------------------------- | --- | ------------ | -------------------------------- | --- |
| Statue du général Nicolas Oudinot          | Jean-Baptiste Joseph Debay                    | Bar-le-Duc              | Sur la place Reggio                                             | Représente Nicolas Oudinot. | 1850         | 48° 46′ 23″ nord, 5° 09′ 34″ est | Statue du général Nicolas Oudinot |
| Statue d'Ernest Bradfer                    | Aristide Croisy                               | Bar-le-Duc              | Dans le parc de l'école Bradfer                                 | Représente Ernest Bradfer. | 1883         | à géolocaliser                   | Statue d'Ernest Bradfer« Monument à Ernest Bradfer à Bar-le-Duc », sur À nos grands hommes                                                                         |
| Monument à Pierre et Ernest Michaux (de)   | Édouard Houssin                               | Bar-le-Duc              | Intersection de la rue Maginot et de la rue du Bourg            | Commémore Pierre Michaux. L'original de 1894 est fondu sous le régime de Vichy, dans le cadre de la mobilisation des métaux non ferreux.                                       | 1953         | 48° 46′ 33″ nord, 5° 09′ 26″ est | Monument à Pierre et Ernest Michaux |
| Statue du maréchal Exelmans                | Émile Peynot                                  | Bar-le-Duc              | Sur la place Exelmans                                           | Représente Rémy Joseph Isidore Exelmans. L'allégorie féminine devant le piédestal est fondue sous le régime de Vichy, dans le cadre de la mobilisation des métaux non ferreux. | 1898         | à géolocaliser                   | Statue du maréchal Exelmans« Monument à Exelmans à Bar-le-Duc », sur À nos grands hommes                                                                           |
| Statue du président Raymond Poincaré       | À déterminer                                  | Bar-le-Duc              | Sur la place de la Mairie                                       | Représente Raymond Poincaré. | À déterminer | à géolocaliser                   | Statue du président Raymond Poincaré |
| Sans titre                                 | À déterminer                                  | Bar-le-Duc              | Dans la cour du Conseil général de la Meuse                     | | À déterminer | à géolocaliser                   | Sans titre |
| Statue de Jeanne d'Arc                     | À déterminer                                  | Bar-le-Duc              | Dans la cour de l'hôpital                                       | Représente Jeanne d'Arc. | À déterminer | à géolocaliser                   | Image manquante |
| Relief d'André Theuriet                    | Geneviève Granger                             | Bar-le-Duc              | Dans le parc de l'hôtel de ville                                | Représente André Theuriet. | 1933         | à géolocaliser                   | Image manquante |
| Buste du docteur Louis Champion,           | Jacques-Auguste Fauginet                      | Bar-le-Duc              | Dans la cour de l'ancien hôpital, à côté de l'église Notre-Dame | Érigé sur la promenade des Saules en 1846. | À déterminer | à géolocaliser                   | Buste du docteur Louis Champion« Monument au docteur Champion à Bar-le-Duc », sur À nos grands hommes,« Monument au docteur Champion à Bar-le-Duc », sur e-monumen |
| Statue de Jeanne d'Arc                     | Barthélemy Guibal                             | Bovée-sur-Barboure      | À déterminer                                                    | Représente Jeanne d'Arc. | À déterminer | à géolocaliser                   | Statue de Jeanne d'Arc |
| Statue de Nicolas Psaume                   | À déterminer                                  | Chaumont-sur-Aire       | À déterminer                                                    | Représente Nicolas Psaume. | À déterminer | 48° 55′ 38″ nord, 5° 15′ 30″ est | Statue de Nicolas Psaume |
| Animaux                                    | À déterminer                                  | Commercy                | Dans la cour du Château de Commercy                             | | À déterminer | 48° 45′ 49″ nord, 5° 35′ 32″ est | Animaux |
| Statue du maréchal Étienne Maurice Gérard, | Jean-Louis Jaley                              | Damvillers              | Sur la place Maréchal-Gérard                                    | Représente Étienne Maurice Gérard. L'originale en bronze réalisée par Charles Cordier en 1858 est fondue par les autorités allemandes pendant la Première Guerre mondiale.     | 1938         | 49° 20′ 36″ nord, 5° 24′ 00″ est | Statue du maréchal Étienne Maurice Gérard |
| Buste de Jules Liégeois,                   | Ernest Bussière                               | Damvillers              | Sur la place de la Mairie                                       | Représente Jules Liégeois. L'original de 1909 est fondu par les autorités allemandes pendant la Première Guerre mondiale.                                                      | 1997         | 49° 20′ 33″ nord, 5° 23′ 59″ est | Buste de Jules Liégeois |
| Statue de Jules Bastien-Lepage             | Auguste Rodin                                 | Damvillers              | À déterminer                                                    | Représente Jules Bastien-Lepage. | À déterminer | à géolocaliser                   | Statue de Jules Bastien-Lepage |
| Buste de Joseph Émile Colson               | À déterminer                                  | Saint-Aubin-sur-Aire    | À déterminer                                                    | Représente Joseph Émile Colson. | À déterminer | à géolocaliser                   | Buste de Joseph Émile Colson |
| Buste d'Alexandre Didion                   | À déterminer                                  | Muzeray                 | À déterminer                                                    | | À déterminer | à géolocaliser                   | Buste d'Alexandre Didion |
| Statue d'André Maginot,                    | Gaston Broquet                                | Revigny-sur-Ornain      | Rue Aristide-Briand                                             | Représente André Maginot. L'originale de 1935 est fondue sous le régime de Vichy, dans le cadre de la mobilisation des métaux non ferreux.                                     | À déterminer | à géolocaliser                   | Statue d'André Maginot« Monument à André Maginot à Revigny-sur-Ornain », sur À nos grands hommes,« Monument à André Maginot à Revigny-sur-Ornain », sur e-monumen  |
| Statue de Ligier Richier                   | À déterminer                                  | Saint-Mihiel            | Sur la place Ligier Richier                                     | Représente Ligier Richier. | À déterminer | 48° 53′ 19″ nord, 5° 32′ 49″ est | Statue de Ligier Richier |
| Statue de Louis Curel                      | À déterminer                                  | Saint-Germain-sur-Meuse | À déterminer                                                    | | À déterminer | à géolocaliser                   | Statue de Louis Curel |
| Monument au président Raymond Poincaré     | Denys Puech                                   | Sampigny                | À déterminer                                                    | Représente Raymond Poincaré. | 1937         | à géolocaliser                   | Image manquante |
| La Défense                                 | Copie d'après Auguste Rodin par Henri Lebossé | Verdun                  | À déterminer                                                    | | À déterminer | à géolocaliser                   | La Défense |
| Statue du général François de Chevert      | À déterminer                                  | Verdun                  | À déterminer                                                    | Représente François de Chevert. | À déterminer | à géolocaliser                   | Statue du général François de Chevert |
| Statue du général Maurice Sarrail          | À déterminer                                  | Verdun                  | À déterminer                                                    | Représente Maurice Sarrail. | À déterminer | à géolocaliser                   | Statue du général Maurice Sarrail |
| Statue de Jeanne d'Arc                     | À déterminer                                  | Void-Vacon              | À déterminer                                                    | Représente Jeanne d'Arc. | À déterminer | 48° 38′ 48″ nord, 5° 36′ 14″ est | Statue de Jeanne d'Arc |
| Statue d'Isabelle Rommée                   | À déterminer                                  | Vouthon-Bas             | À déterminer                                                    | Représente Isabelle Rommée. | À déterminer | 48° 28′ 51″ nord, 5° 36′ 44″ est | Statue d'Isabelle Rommée |

### Monuments aux morts
| Œuvre                                                       | Auteur                               | Commune                      | Localisation                                       | Notes                               | Installation | Coordonnées    | Illustration                                                                                             |
| ----------------------------------------------------------- | ------------------------------------ | ---------------------------- | -------------------------------------------------- | ----------------------------------- | ------------ | -------------- | --- |
| Monument aux morts                                          | À déterminer                         | Bannoncourt                  | À déterminer                                       |                                     | À déterminer | à géolocaliser | Monument aux morts                                                                                       |
| Monument aux morts de 1914-1918                             | Émile Peynot                         | Bar-le-Duc                   | Sur la place du Maréchal Foch                      |                                     | 1925         | à géolocaliser | Monument aux morts de 1914-1918« Monument aux morts de 1914-1918 à Bar-le-Duc », sur À nos grands hommes |
| Monument aux Fusillés du 28 août 1944                       | Auguste-André Clausse                | Bar-le-Duc                   | Au lieu-dit « La Fédération »                      |                                     | 1945         | à géolocaliser | Image manquante                                                                                          |
| Poilu au repos (monument aux morts)                         | Copie d'après Étienne Camus          | Beauclair                    | À côté de l'église                                 |                                     | À déterminer | à géolocaliser | Image manquante                                                                                          |
| Monument aux morts                                          | À déterminer                         | Billy-sous-Mangiennes        | À déterminer                                       |                                     | À déterminer | à géolocaliser | Monument aux morts                                                                                       |
| Monument aux morts                                          | À déterminer                         | Bonzée-en-Woëvre             | À déterminer                                       |                                     | À déterminer | à géolocaliser | Monument aux morts                                                                                       |
| Monument aux morts                                          | À déterminer                         | Boureuilles                  | Devant la mairie                                   |                                     | À déterminer | à géolocaliser | Monument aux morts                                                                                       |
| Monument aux morts                                          | À déterminer                         | Braquis                      | À côté de la mairie                                |                                     | À déterminer | à géolocaliser | Monument aux morts                                                                                       |
| La Résistance (monument aux morts)                          | Copie d'après Charles-Henri Pourquet | Broussey-en-Woëvre           | À déterminer                                       |                                     | À déterminer | à géolocaliser | Image manquante                                                                                          |
| Monument aux morts                                          | À déterminer                         | Fromeréville-les-Vallons     | À déterminer                                       |                                     | À déterminer | à géolocaliser | Monument aux morts                                                                                       |
| Poilu au repos (monument aux morts)                         | Copie d'après Étienne Camus          | Geville                      | Au bord de la RD 908, devant la mairie et l'église |                                     | À déterminer | à géolocaliser | Poilu au repos (monument aux morts)                                                                      |
| Statue de Jeanne d'Arc (monument aux morts)                 | À déterminer                         | Grimaucourt-en-Woëvre        | À déterminer                                       | Représente Jeanne d'Arc.            | À déterminer | à géolocaliser | Statue de Jeanne d'Arc (monument aux morts)                                                              |
| Monument aux morts                                          | À déterminer                         | Haudainville                 | À déterminer                                       |                                     | À déterminer | à géolocaliser | Monument aux morts                                                                                       |
| On ne passe pas (d) (monument aux morts)                    | Copie d'après Eugène Piron           | Heudicourt-sous-les-Côtes    | À déterminer                                       |                                     | À déterminer | à géolocaliser | Image manquante                                                                                          |
| La Résistance (monument aux morts)                          | Copie d'après Charles-Henri Pourquet | Hévilliers                   | Sur la place de la Mairie                          |                                     | À déterminer | à géolocaliser | La Résistance (monument aux morts)                                                                       |
| Poilu au drapeau (monument aux morts)                       | Copie d'après Eugène Piron           | Maizey                       | À déterminer                                       | Également appelé Soldat au drapeau. | À déterminer | à géolocaliser | Image manquante                                                                                          |
| Poilu au repos (monument aux morts)                         | Copie d'après Étienne Camus          | Ménil-la-Horgne              | Grande rue                                         |                                     | À déterminer | à géolocaliser | Poilu au repos (monument aux morts)                                                                      |
| Poilu au repos (monument aux morts)                         | Copie d'après Étienne Camus          | Nançois-sur-Ornain           | À côté de l'église                                 |                                     | 1920         | à géolocaliser | Poilu au repos (monument aux morts)                                                                      |
| Poilu au repos (monument aux morts)                         | Copie d'après Étienne Camus          | Neuville-lès-Vaucouleurs     | À côté de l'église                                 |                                     | À déterminer | à géolocaliser | Image manquante                                                                                          |
| Poilu au repos (monument aux morts)                         | Copie d'après Étienne Camus          | Pagny-la-Blanche-Côte        | À déterminer                                       |                                     | À déterminer | à géolocaliser | Poilu au repos (monument aux morts)                                                                      |
| Poilu montant la garde avec baïonnette (monument aux morts) | Copie d'après Jules Pollacchi        | Rouvrois-sur-Othain          | Dans le cimetière                                  |                                     | À déterminer | à géolocaliser | Poilu montant la garde avec baïonnette (monument aux morts)                                              |
| Monument aux morts                                          | Jean Barrois                         | Saint-Laurent-sur-Othain     | À déterminer                                       |                                     | 1923         | à géolocaliser | Monument aux morts                                                                                       |
| Poilu au repos (monument aux morts)                         | Copie d'après Étienne Camus          | Saint-Maurice-sous-les-Côtes | À déterminer                                       |                                     | À déterminer | à géolocaliser | Image manquante                                                                                          |
| Monument aux morts de 1870-1871                             | À déterminer                         | Saint-Mihiel                 | À déterminer                                       |                                     | À déterminer | à géolocaliser | Monument aux morts de 1870-1871                                                                          |
| Monument aux morts                                          | À déterminer                         | Saint-Mihiel                 | À déterminer                                       |                                     | À déterminer | à géolocaliser | Monument aux morts                                                                                       |
| Buste de poilu (monument aux morts)                         | Copie d'après Eugène Bénet           | Septsarges                   | À déterminer                                       |                                     | À déterminer | à géolocaliser | Image manquante                                                                                          |
| La Résistance (monument aux morts)                          | Copie d'après Charles-Henri Pourquet | Stenay                       | À déterminer                                       |                                     | À déterminer | à géolocaliser | La Résistance (monument aux morts)                                                                       |
| Monument aux morts                                          | À déterminer                         | Taillancourt                 | Devant la mairie                                   |                                     | À déterminer | à géolocaliser | Monument aux morts                                                                                       |
| Poilu mourant (monument aux morts)                          | Copie d'après Jules Déchin           | Tannois                      | Dans le cimetière                                  |                                     | À déterminer | à géolocaliser | Poilu mourant (monument aux morts)                                                                       |

### Fontaines
| Œuvre                         | Auteur            | Commune    | Localisation                  | Notes                                    | Installation | Coordonnées                      | Illustration         |
| ----------------------------- | ----------------- | ---------- | ----------------------------- | ---------------------------------------- | ------------ | -------------------------------- | -------------------- |
| Fontaine des oiseaux          | À déterminer      | Bar-le-Duc | Dans le cour du château-musée | Également appelée la Vigne ou l'Automne. | À déterminer | 48° 46′ 17″ nord, 5° 09′ 24″ est | Fontaine des oiseaux |
| Fontaine Pierre de Luxembourg | Étienne Caveneget | Tréveray   | Avenue Pierre-de-Luxembourg   | Représente Pierre de Luxembourg.         | 1863         | à géolocaliser                   | Image manquante      |

### Œuvres disparues ou retirées
| Œuvre                             | Auteur      | Commune          | Localisation           | Notes | Installation | Coordonnées    | Illustration    |
| --------------------------------- | ----------- | ---------------- | ---------------------- | --- | ------------ | -------------- | --------------- |
| Statue du général Pierre Barrois, | Jean Magrou | Ligny-en-Barrois | Sur la place Nationale | Représentait Pierre Barrois. Fondue sous le régime de Vichy, dans le cadre de la mobilisation des métaux non ferreux. Le piédestal resté vide est retiré[Quand ?] et placé dans la cour de l'annexe de l'ancienne école maternelle. | 1903         | à géolocaliser | Image manquante |